# Donauturm
De Donauturm (Nederlands: Donautoren) is een uitkijktoren in Wenen. De toren staat in het midden van het Donaupark.
De toren is van 1962 tot 1964 gebouwd voor de Wiener Internationale Gartenschau. Met zijn 252 meter is de toren het hoogste gebouw van Oostenrijk. De toren herbergt een restaurant en een café. Sinds de jaren 90 wordt de toren ook gebruikt als zendmast en als Bungeejump-platform.